# Negra murguera
Negra Murguera es una canción perteneciente al grupo de rock argentino, Bersuit Vergarabat. Es la decimosegunda canción del quinto álbum de estudio de la banda, titulado Hijos del Culo. La letra fue escrita por Juan Subirá, con la música del mismo Subirá y Pepe Céspedes. Esta canción no solo es cantada por el cantante principal Gustavo Cordera, sino también por los dos coristas Daniel Suárez y Germán Sbarbati, y el mismo autor Juan Subirá; hasta incluso tiene la participación del grupo musical uruguayo de murga Falta y Resto.
Esta nueva versión de (Video en YouTube) Milo J junto a Agarrate Catalina fue interpretada en las sesiones FA! del músico y polifacético Mex Urtizberea.

## Significado
La canción, básicamente, relata la experiencia de un borracho que ha bebido mucho en un bar al ver bailar a una mujer (caracterizada como una negra) junto con una murga de fondo. Es por eso que la canción se titula "Negra Murguera". La canción describe poética y dulcemente las sensaciones de este ebrio que disfruta al escudriñar a esta bella mujer; para que al final no logre nada con ella, ni la vuelva a ver, cuando al volver a su casa se enterá que "se la olvidó" a causa de su estado de ebriedad. Según la letra: «Y culpa a la borrachera, de haberse olvidado a la negra en un bar»